# Miljan Miljanić
Miljan Miljanić (Bitola, 4 marzo 1930 – Belgrado, 13 gennaio 2012) è stato un allenatore di calcio jugoslavo, macedone dal 1992.

## Carriera
Ha allenato la Jugoslavia nel 1973-1974 e nel 1980-1982 e il Real Madrid dal 1974 al 1977.
Ha allenato anche il Valencia, nel 1982, ma fu esonerato a sette giornate dal termine del campionato a causa degli scarsi risultati ottenuti.
Con il Real Madrid ha vinto due campionati spagnoli, nel 1974-1975 e nel 1975-1976, oltre a una Coppa del Re e un Trofeo Teresa Herrera.
Nel suo palmarès conta anche dieci trofei vinti con la Stella Rossa tra cui quattro campionati jugoslavi.

## Palmarès

### Club

#### Competizioni nazionali
- Campionato jugoslavo: 4

Stella Rossa: 1967-1968, 1968-1969, 1969-1970, 1972-1973
- Coppa di Jugoslavia: 3

Stella Rossa: 1968, 1970, 1971
- Campionato spagnolo: 2

Real Madrid: 1974-1975, 1975-1976
- Coppa di Spagna: 1

Real Madrid: 1974-1975

#### Competizioni internazionali
- Mitropa Cup: 1

Stella Rossa: 1968

### Individuale
- Premio Don Balón: 1

1976
- Vincitore del FIFA Order of Merit: 2002